# Scytodes insperata
Espèce
Scytodes insperata est une espèce d'araignées aranéomorphes de la famille des Scytodidae.

## Distribution
Cette espèce est endémique du Mato Grosso au Brésil,. Elle se rencontre vers Nova Xavantina.

## Publication originale
- Soares & Camargo, 1948 : Aranhas coligidas pela Fundação Brasil-Central (Arachnida-Araneae). Boletim do Museu Paraense Emílio Goeldi, vol. 10, p. 355-409.